# Rex Matheson
Pour les articles homonymes, voir Matheson.
Rex Matheson est un personnage de la série Torchwood. Il apparaît dans Torchwood : Le Jour du Miracle et est interprété par Mekhi Phifer.
Il est l'incarnation du rêve américain et l'a été toute sa vie. Rex est destiné au succès et il aurait pu faire fortune à Wall Street ou Hollywood, mais il a rejoint la CIA car il croit en la justice et veut se battre pour elle. Sa capacité de conviction et son charme peut le sortir de toutes les situations, et vite. Il a besoin de tous ces talents quand il s'allie au Capitaine Jack Harkness et à Gwen Cooper pour combattre le mystère global qui se cache derrière la disparition de la mort. Il doit aller d'une crise à l'autre, déjouant les assassins, le chantage, la corruption et les conspirations, de Washington au Pays de Galles et aux bas-fonds de Shanghai.
À la fin de la quatrième saison, il se fait tirer dessus par Charlotte Willis, l'agent infiltré à la CIA, est touché en plein torse et meurt.
Mais, de la même manière que le Capitaine Harkness, ses blessures guérissent et il revient à la vie. On ne sait cependant pas si ce "pouvoir" n'est que temporaire, dû au fait qu'il se soit transfusé le sang du Capitaine Harkness, ou s'il est permanent.